# Aechmea brevicollis
Espèce
Classification phylogénétique
Statut de conservation UICN

 LC : Préoccupation mineure
Synonymes
- Lamprococcus brevicollis (L.B.Sm.) L.B.Sm. & W.J.Kress, 1989

Aechmea brevicollis est une espèce de plantes à fleurs de la famille des Bromeliaceae originaire d'Amérique du Sud.

## Synonymes
- Lamprococcus brevicollis (L.B.Sm.) L.B.Sm. & W.J.Kress, 1989[1].

## Distribution
L'espèce se rencontre au Brésil, en Colombie et dans l'État d'Amazonas au Venezuela.